# Język kpelle
Język kpelle – język nigero-kongijski z grupy mande, używany na terytorium Liberii i Gwinei przez około 150 tys. osób. 
Jest to rodzimy język ludu Kpelle. Posiada własne pismo stworzone przez wodza Gbili w 1930 roku. Pismo to obejmuje 88 znaków pisanych od lewej do prawej, a także odrębne znaki diakrytyczne wykorzystywane do zapisu tonów.